# Villa de San Antonio
Villa de San Antonio è un comune dell'Honduras facente parte del dipartimento di Comayagua.
Fondato nel 1524, nella divisione amministrativa del 1889 appare a capo di un distretto comprendente anche i comuni di San Sebastián e Lamaní.